# The Block Brochure: Welcome to the Soil 2
The Block Brochure: Welcome to the Soil 2 – szesnasty studyjny album amerykańskiego rapera E-40. Część druga trylogii The Block Brochure: Welcome to the Soil. Płyta została wydana w ten sam dzień co wcześniejsza część, czyli 26 marca 2012 roku. Tak jak przy poprzedniej produkcji, tak i w tej znajduje się 18 utworów, w tym dwa dodatkowe.
Wśród gości pojawili się między innymi Twista, T-Pain, Spice 1, Tech N9ne czy Brotha Lynch Hung. Natomiast w bonusowych piosenkach gościli Butch Cassidy i Dorrough.
Pierwszy singel pt. "Function" został opublikowany 17 lutego 2012 roku. Uplasował się na 62. miejscu notowania Hot R&B/Hip-Hop Songs oraz na 22. pozycji listy przebojów Hot Rap Tracks. Premiera teledyski odbyła się 6 marca tego roku. Wideo do utworu "Zombie" ukazało się 10 maja.
Tytuł zadebiutował na miejscu 58. notowania Billboard 200 i na 9. pozycji listy Top R&B/Hip-Hop Albums. Do 18 kwietnia 2012 sprzedano ponad 13.000 egzemplarzy.

## Lista utworów
Źródło.
1. "I'm Laced"
2. "On the Case"
3. "Function" (featuring YG, IAmSu & Problem)
4. "Tryna Get It" (featuring Twista & T-Pain)
5. "Street Nigga"
6. "The Other Day Ago" (featuring Spice 1 & Celly Cel)
7. "This Is the Life" (featuring Sam Bostic)
8. "Sell Everything"
9. "My Life" (featuring R.O.D.)
10. "Grey Skies" (featuring Deltrice)
11. "With the Shit" (featuring JT the Bigga Figga & Cellski)
12. "Hittin' A Lick" (featuring C-Bo & T-Nutty)
13. "This Shit Hard"
14. "Scorpio" (featuring Tech N9ne & London)
15. "Red & Blue Lights"
16. "Zombie" (featuring Tech N9ne, Brotha Lynch Hung, & Kung Fu Vampire)
17. "Memory Lane" (featuring Andre Nickatina)
18. "I Know I Can Make It" (featuring Suga-T & Agerman)
19. "I Can Do Without You" (featuring Butch Cassidy) (dodatkowy utwór)
20. "I'm Doin' It" (featuring Dorrough) (dodatkowy utwór)

## Notowania
| Notowanie (2012)       | Najwyższa pozycja |
| ---------------------- | ----------------- |
| Billboard 200          | 58                |
| Top R&B/Hip-Hop Albums | 9                 |
| Rap Albums             | 8                 |
| Independent Albums     | 9                 |